# Kommunistische Partei Islands
Die Kommunistische Partei Islands (isländisch Kommúnistaflokkur Íslands, K.F.Í. oder Kommfl.) war von 1930 bis 1938 eine politische Partei in Island. Sie entstand im November 1930, als sich der marxistische Flügel innerhalb der Sozialdemokratischen Partei Islands (isländisch Alþýðuflokkurinn) abspaltete und eine unabhängige Partei gründete. Zum Vorsitzenden wurde Brynjólfur Bjarnason gewählt, der dieses Amt bis zum Aufgehen der Partei in die Vereinigte Volkspartei – Sozialistische Partei (isländisch Sameiningarflokkur alþýðu – Sósíalistaflokkurinn) innehatte. Die Kommunistische Partei Islands war eine Sektion der Kommunistischen Internationale.
Die Kommunistische Partei Islands gewann unter isländischen Arbeitern, Intellektuellen und Gewerkschaftern zunehmend an Einfluss. Bei den Wahlen zum Althing 1937 wurden auch erstmals drei Kommunisten (Brynjólfur Bjarnason, Einar Olgeirsson und Ísleifur Högnason) in das Parlament gewählt.
1938 kam es zur erneuten Abspaltung eines linken Flügels innerhalb der Sozialdemokratischen Partei. Diese linke Opposition um Héðinn Valdimarsson und Sigfús Sigurhjartarson bildete mit den Kommunisten Ende Oktober 1938 die Vereinigte Volkspartei – Sozialistische Partei. Diese neue Partei konnte bei der Wahl zum Althing im Juli 1942 den
kommunistischen Wahlerfolg verdoppeln und sechs Parlamentssitze gewinnen.

## Wahlen
| Wahlen zum Althing | Prozent | Sitze |
| ------------------ | ------- | ----- |
| 1931               | 3,0     | 0     |
| 1933               | 7,5     | 0     |
| 1934               | 6,0     | 0     |
| 1937               | 8,5     | 3     |